# Premi a l'Entrenador de l'Any de l'NBA
El Premi a l'Entrenador de l'Any de l'NBA (National Basketball Association's Coach of the Year) és un guardó anual atrogat per l'NBA des de la temporada 1961-62. El guanyador rep el trofeu Red Auerbach, anomenat en honor de l'entrenador que va portar als Boston Celtics a aconseguir 9 campionats de l'NBA (1956-1966). El guanyador és seleccionat a final de la fase regular de la temporada per un jurat de periodistes esportius dels Estats Units i el Canadà, del qual cadascun d'ells emet un vot per al primer (5 punts), segon (3 punts) i tercer (1 punt) lloc. L'entrenador amb més vots totals, independentment dels vots rebuts en el primer lloc, guanya el premi.
Des de la seva creació, el premi ha estat atorgat a 40 entrenadors diferents. Gregg Popovich, Don Nelson i Pat Riley han obtingut aquest guardó en 3 ocasions, mentre que Hubie Brown, Bill Fitch, Cotton Fitzsimmons i Gene Shue l'han aconseguit en 2 ocasions. Riley és l'únic entrenador que ha guanyat aquest premi amb 3 equips diferents, mentre que Popovich és l'únic que ha aconseguit 3 guardons amb el mateix equip (San Antonio Spurs). Per altra banda, Larry Bird és l'únic guanyador del premi que també ha obtingut el premi d'MVP de la Temporada com a jugador. Bill Sharman i Lenny Wilkens són els únics guanyadors d'aquest guardó que formen part del Basketball Hall of Fame com a jugador i entrenador. Finalment, Johnny Kerr és l'únic tècnic que ha guanyat el premi amb un balanç negatiu (33–48 amb els Chicago Bulls la temporada 1965-1966), però va ser premiat per haver guiat als Bulls als Playoffs de l'NBA a la seva primera temporada a la lliga.

## Guanyadors

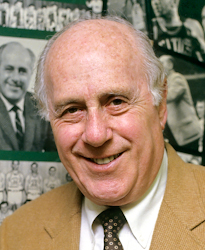
Red Auerbach va guanyar el premi a la temporada 1964-65.

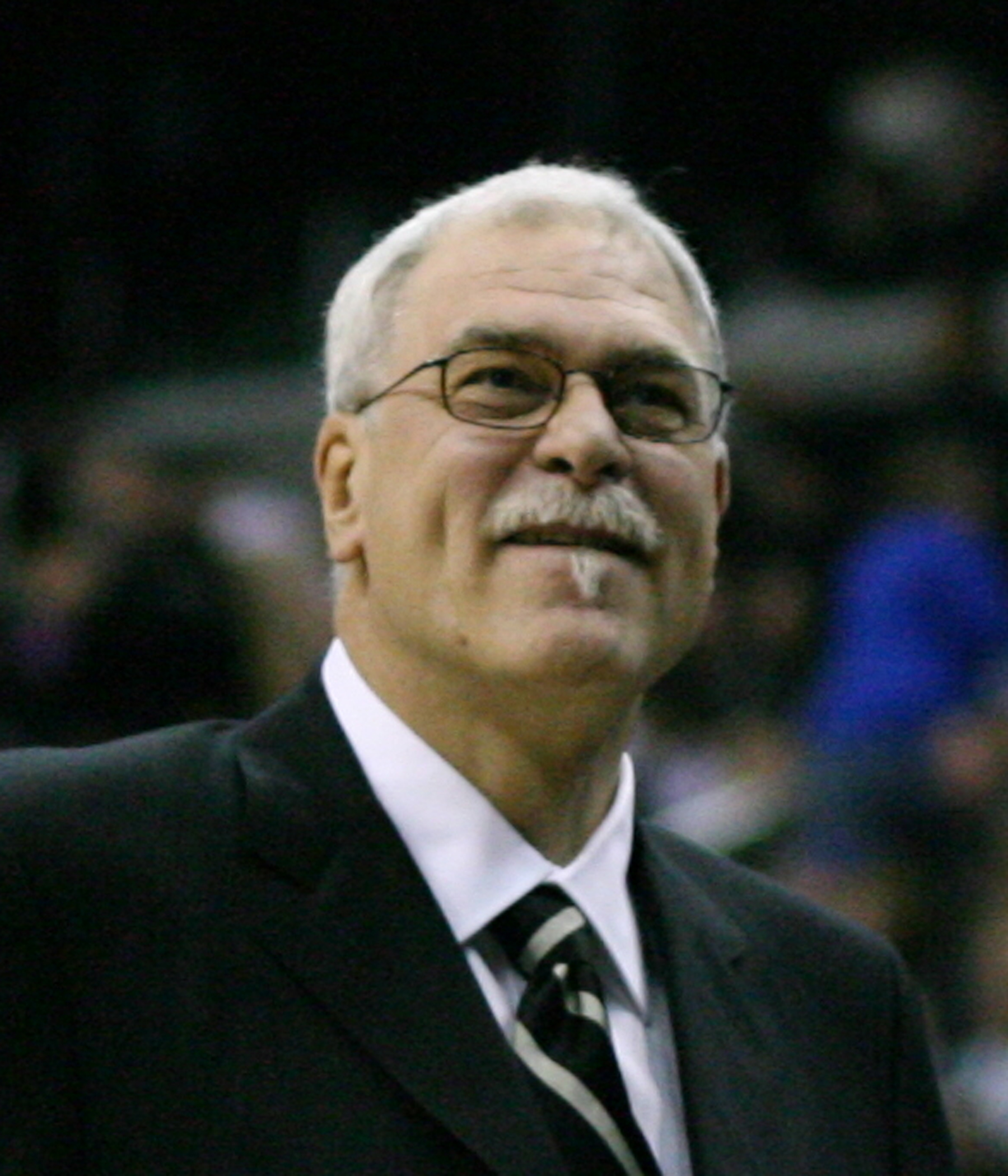
Phil Jackson va guanyar el premi a la temporada 1995-96.

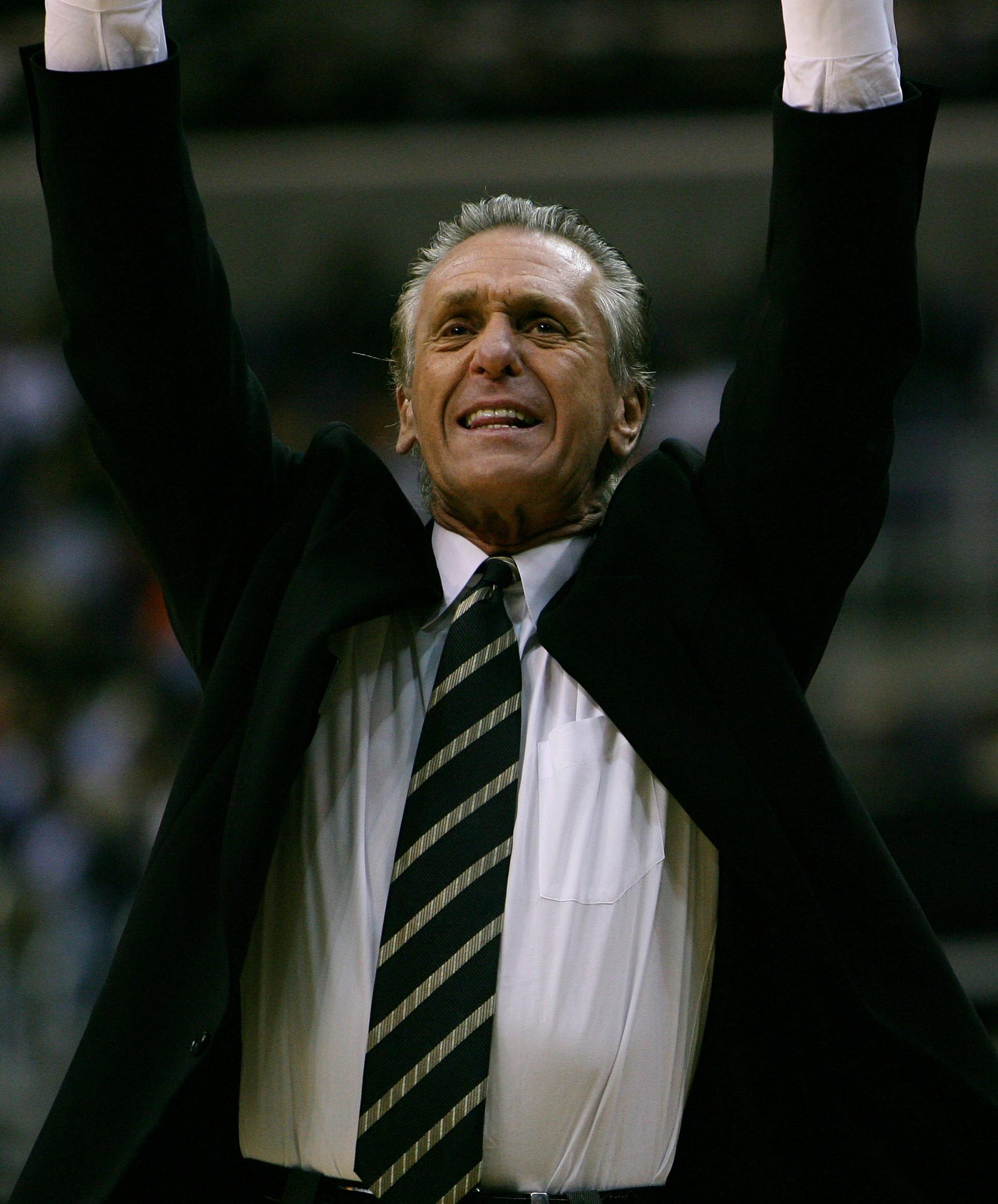
Pat Riley és l'únic entrenador que ha guanyat el premi amb 3 equips diferents.

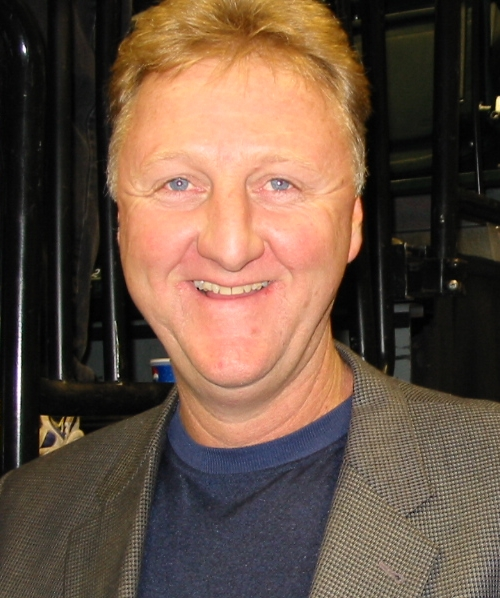
Larry Bird va guanyar el premi a la temporada 1997-98 i és l'únic que també ha rebut el premi de MVP de la Temporada com a jugador.

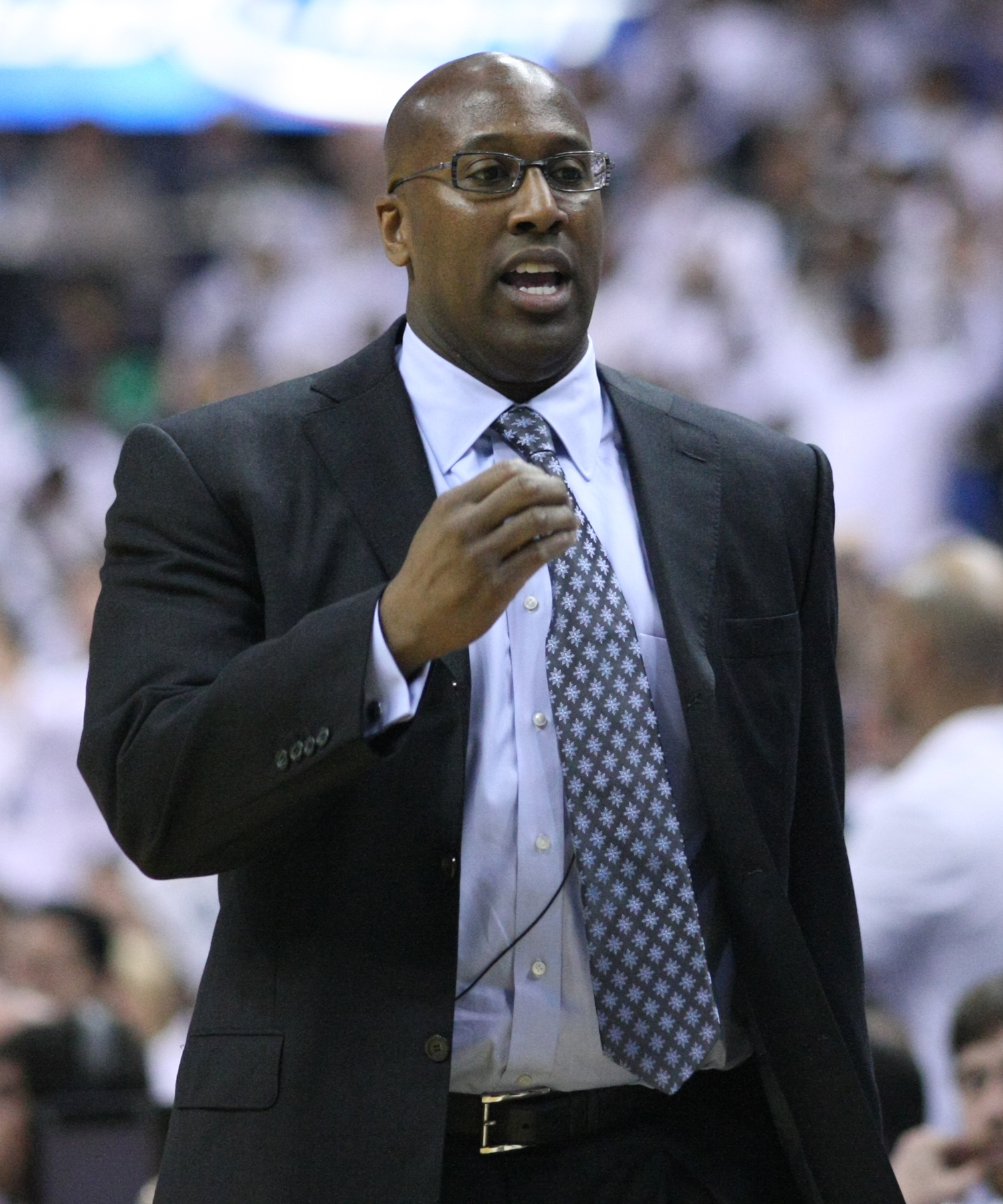
Mike Brown va guanyar el premi a la temporada 2008-09.

|     | Entrenador en actiu a l'NBA                                |
|     | Escollit en el Basketball Hall of Fame com a entrenador    |
|     | Entrenador en actiu escollit en el Basketball Hall of Fame |
| G–P | Victòries-derrotes aquella temporada                       |

| Temporada | Entrenador             | Nacionalitat | Equip                   | G–P   |
| --------- | ---------------------- | ------------ | ----------------------- | ----- |
| 1962-63   | Harry Gallatin         | Estats Units | St. Louis Hawks         | 48–32 |
| 1963-64   | Alex Hannum            | Estats Units | San Francisco Warriors  | 48–32 |
| 1964-65   | Red Auerbach           | Estats Units | Boston Celtics          | 62–18 |
| 1965-66   | Dolph Schayes          | Estats Units | Philadelphia 76ers      | 55–25 |
| 1966-67   | Johnny Kerr            | Estats Units | Chicago Bulls           | 33–48 |
| 1967-68   | Richie Guerin          | Estats Units | St. Louis Hawks         | 56–26 |
| 1968-69   | Gene Shue              | Estats Units | Baltimore Bullets       | 57–25 |
| 1969-70   | Red Holzman            | Estats Units | New York Knicks         | 60–22 |
| 1970-71   | Dick Motta             | Estats Units | Chicago Bulls           | 51–31 |
| 1971-72   | Bill Sharman           | Estats Units | Los Angeles Lakers      | 69–13 |
| 1972-73   | Tom Heinsohn           | Estats Units | Boston Celtics          | 68–14 |
| 1973-74   | Ray Scott              | Estats Units | Detroit Pistons         | 52–30 |
| 1974-75   | Phil Johnson           | Estats Units | Kansas City-Omaha Kings | 44–38 |
| 1975-76   | Bill Fitch             | Estats Units | Cleveland Cavaliers     | 49–33 |
| 1976-77   | Tom Nissalke           | Estats Units | Houston Rockets         | 49–33 |
| 1977-78   | Hubie Brown            | Estats Units | Atlanta Hawks           | 41–41 |
| 1978-79   | Cotton Fitzsimmons     | Estats Units | Kansas City Kings       | 48–34 |
| 1979-80   | Bill Fitch (2)         | Estats Units | Boston Celtics          | 61–21 |
| 1980-81   | Jack McKinney          | Estats Units | Indiana Pacers          | 44–38 |
| 1981-82   | Gene Shue (2)          | Estats Units | Washington Bullets      | 43–39 |
| 1982-83   | Don Nelson             | Estats Units | Milwaukee Bucks         | 51–31 |
| 1983-84   | Frank Layden           | Estats Units | Utah Jazz               | 45–37 |
| 1984-85   | Don Nelson (2)         | Estats Units | Milwaukee Bucks         | 59–23 |
| 1985-86   | Mike Fratello          | Estats Units | Atlanta Hawks           | 50–32 |
| 1986-87   | Mike Schuler           | Estats Units | Portland Trail Blazers  | 49–33 |
| 1987-88   | Doug Moe               | Estats Units | Denver Nuggets          | 54–28 |
| 1988-89   | Cotton Fitzsimmons (2) | Estats Units | Phoenix Suns            | 55–27 |
| 1989-90   | Pat Riley              | Estats Units | Los Angeles Lakers      | 63–19 |
| 1990-91   | Don Chaney             | Estats Units | Houston Rockets         | 52–30 |
| 1991-92   | Don Nelson (3)         | Estats Units | Golden State Warriors   | 55–27 |
| 1992-93   | Pat Riley (2)          | Estats Units | New York Knicks         | 60–22 |
| 1993-94   | Lenny Wilkens          | Estats Units | Atlanta Hawks           | 57–25 |
| 1994-95   | Del Harris             | Estats Units | Los Angeles Lakers      | 48–34 |
| 1995-96   | Phil Jackson           | Estats Units | Chicago Bulls           | 72–10 |
| 1996-97   | Pat Riley (3)          | Estats Units | Miami Heat              | 61–21 |
| 1997-98   | Larry Bird             | Estats Units | Indiana Pacers          | 58–24 |
| 1998-99   | Mike Dunleavy          | Estats Units | Portland Trail Blazers  | 35–15 |
| 1999-00   | Doc Rivers             | Estats Units | Orlando Magic           | 41–41 |
| 2000-01   | Larry Brown            | Estats Units | Philadelphia 76ers      | 56–26 |
| 2001-02   | Rick Carlisle          | Estats Units | Detroit Pistons         | 50–32 |
| 2002-03   | Gregg Popovich         | Estats Units | San Antonio Spurs       | 60–22 |
| 2003-04   | Hubie Brown (2)        | Estats Units | Memphis Grizzlies       | 50–32 |
| 2004-05   | Mike D'Antoni          | Estats Units | Phoenix Suns            | 62–20 |
| 2005-06   | Avery Johnson          | Estats Units | Dallas Mavericks        | 60–22 |
| 2006-07   | Sam Mitchell           | Estats Units | Toronto Raptors         | 47–35 |
| 2007-08   | Byron Scott            | Estats Units | New Orleans Hornets     | 56–26 |
| 2008-09   | Mike Brown             | Estats Units | Cleveland Cavaliers     | 66–16 |
| 2009-10   | Scott Brooks           | Estats Units | Oklahoma City Thunder   | 50-32 |
| 2010-11   | Tom Thibodeau          | Estats Units | Chicago Bulls           | 62-20 |
| 2011-12   | Gregg Popovich (2)     | Estats Units | San Antonio Spurs       | 50-16 |
| 2012-13   | George Karl            | Estats Units | Denver Nuggets          | 57-25 |
| 2013-14   | Gregg Popovich (3)     | Estats Units | San Antonio Spurs       | 62-20 |
| 2014-15   | Mike Budenholzer       | Estats Units | Atlanta Hawks           | 60-22 |
| 2015-16   | Steve Kerr             | Estats Units | Golden State Warriors   | 73–9  |
| 2016-17   | Mike D'Antoni (2)      | Estats Units | Houston Rockets         | 55–27 |

## Historial
| No. | Entrenador         |
| --- | ------------------ |
| 3   | Don Nelson         |
| 3   | Gregg Popovich     |
| 3   | Pat Riley          |
| 2   | Hubie Brown        |
| 2   | Mike D'Antoni      |
| 2   | Bill Fitch         |
| 2   | Cotton Fitzsimmons |
| 2   | Gene Shue          |

- Pat Riley és l'entrenador que ha obtingut el premi amb més equips diferents (3): Los Angeles Lakers (1989-90), New York Knicks (1992-93) i Miami Heat (1996-97).
- Gregg Popovich és l'únic entrenador que ha obtingut 3 guardons amb el mateix equip (San Antonio Spurs): 2002-03, 2011-12 i 2013-14.

## Altres articles relacionats
- Entrenadors campions de l'NBA